# Pristimantis bambu
Pristimantis bambu là một loài động vật lưỡng cư trong họ Strabomantidae, thuộc bộ Anura. Loài này được Arteaga-Navarro & Guayasamin mô tả khoa học đầu tiên năm 2011.